# Ilex micrococca
Ilex micrococca — вид квіткових рослин з родини падубових.

## Морфологічна характеристика
Це листопадне дерево 12–20 метрів заввишки. Гілочки товсті, голі чи запушені, з помітними, великими, круглими або довгастими, часто зрослими білими сочевицями. Прилистки дрібні. Ніжка листка 1.5–3.2 мм, тонка, гола, адаксіально (верх) плоска. Листова пластина абаксіально зеленувата, адаксіально темно-зелена, яйцеподібна, яйцевидно-еліптична або яйцевидно-довгаста, 7–13 × 3–5 см, обидві поверхні голі або абаксіально запушені, край майже цілий чи пилчастий, верхівка довго загострена. Плід червоний чи жовтий, кулястий, ≈ 3 мм у діаметрі. Квітне у травні та червні; плодить у липні — жовтні.

## Поширення
Ареал: пд. Китай, Хайнань, цн. і пд. Японія, Малайзія, М'янма, Тайвань, Тибет, В'єтнам. Населяє вічнозелені широколистяні ліси, гори.

## Використання
Листя і коріння застосовують при лікуванні травм, набряків, болю в суглобах.

## Галерея

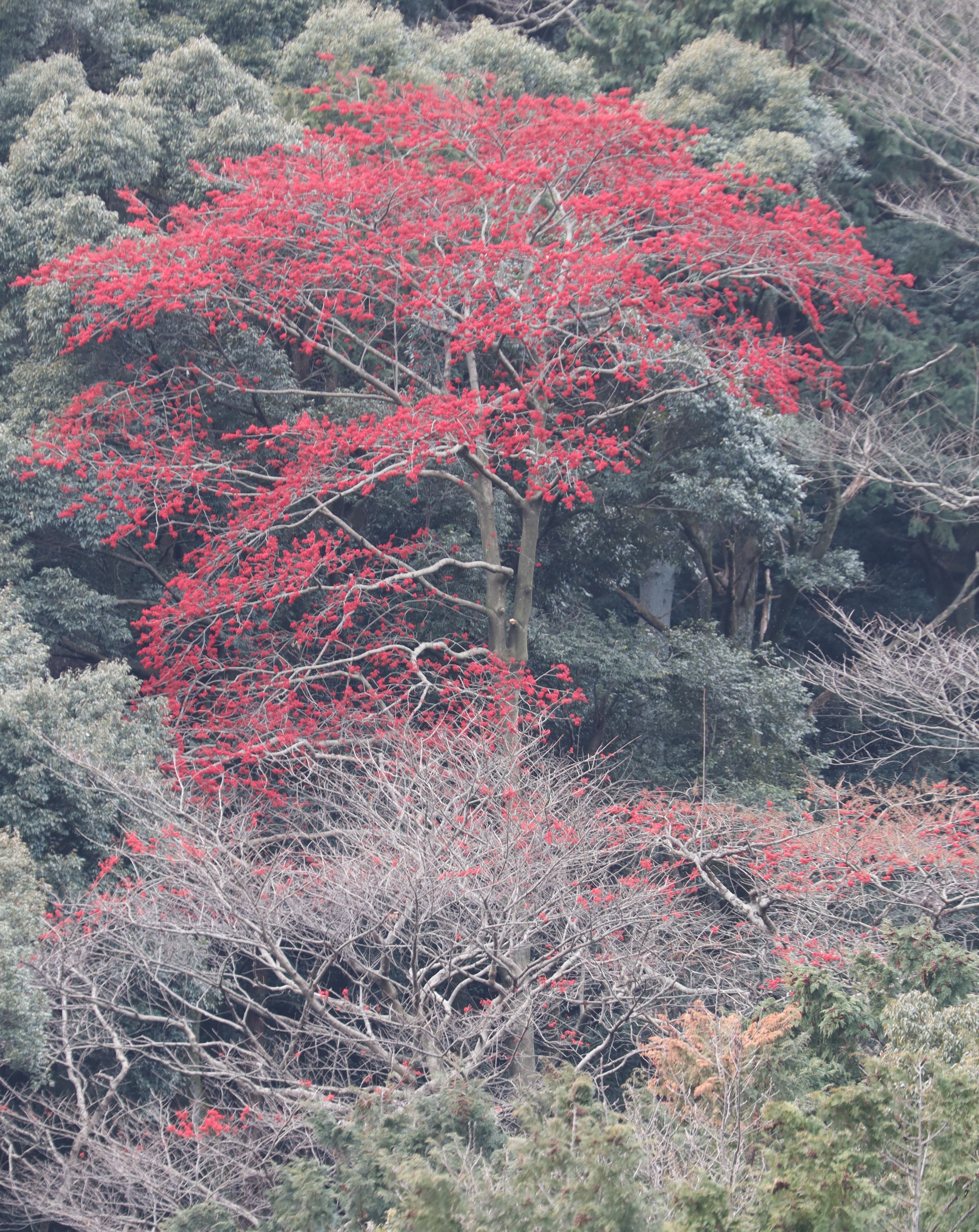
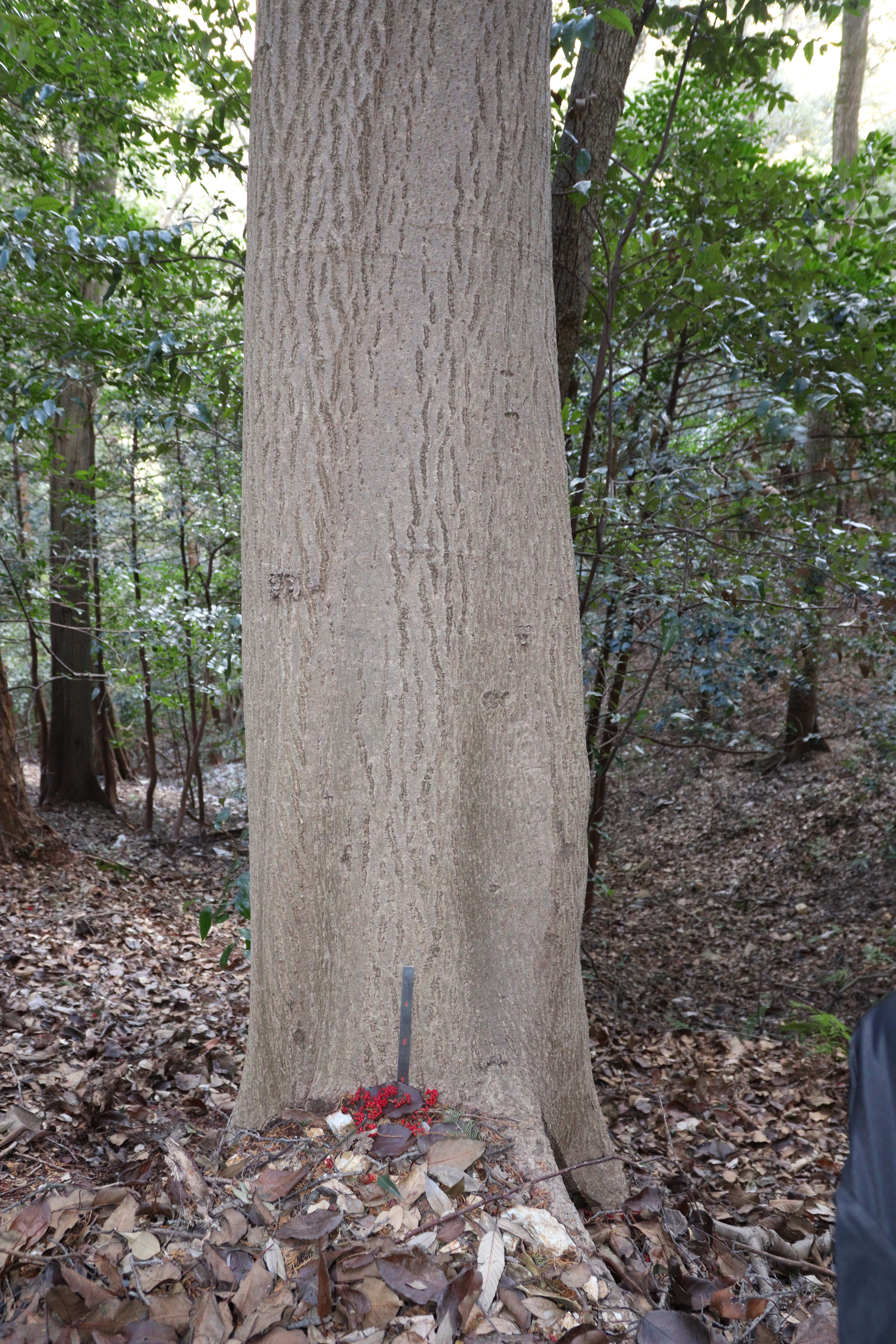
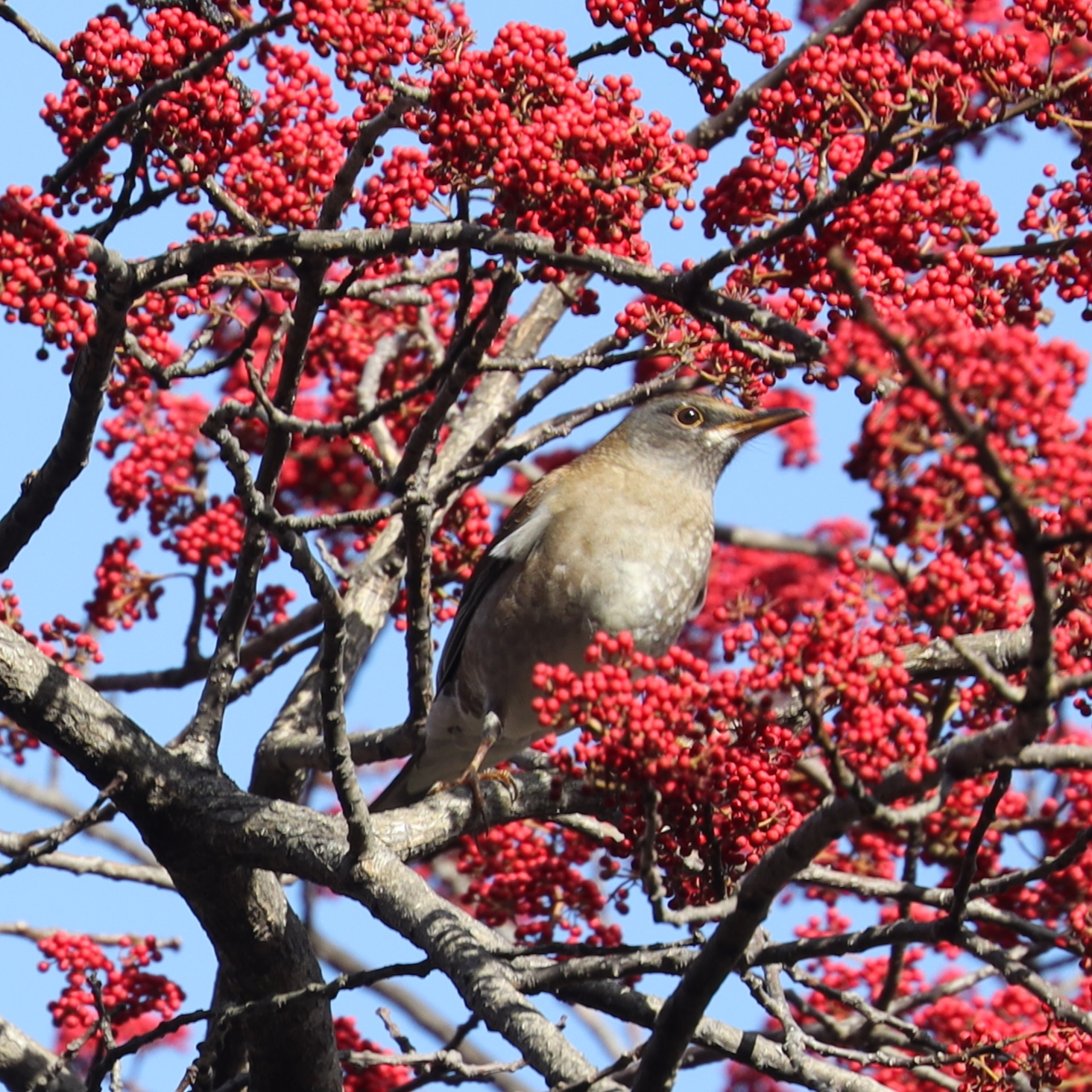